# Dedinac
Dedinac (cyr. Дединац) – wieś w Serbii, w okręgu toplickim, w gminie Kuršumlija. W 2011 roku liczyła 95 mieszkańców.